# Fabianki (gmina)
Fabianki (do 30 sierpnia 1979 gmina Szpetal Górny) – gmina wiejska w Polsce położona w województwie kujawsko-pomorskim, w powiecie włocławskim. W latach 1975–1998 gmina administracyjnie należała do województwa włocławskiego. Siedziba gminy to Fabianki.
Na uwagę zasługuje specyficzne położenie administracyjne gminy. Jest ona eksklawą powiatu włocławskiego, tzn. nie posiada lądowej granicy z resztą powiatu. Od północy graniczy z czterema gminami powiatu lipnowskiego a od południa z Włocławkiem, stanowiącym odrębny powiat. Gmina Fabianki posiada własną eksklawę. Jest nią sołectwo Lisek, położone około 2 km w linii prostej od granicy gminy i otoczone całkowicie sołectwami gmin Lipno i Bobrowniki (inaczej enklawa na terenie powiatu lipnowskiego). Tak więc wieś Lisek jest eksklawą eksklawy. Genezę powyższej sytuacji stanowi wyłączenie z gminy Fabianki sołectwa Rachcin, co nastąpiło po 1982 roku. Wcześniej wieś ta była w granicach gminy Szpetal Górny (przekształconej na gm. Fabianki w 1979 r.), a świadectwem powiązań wsi Rachcin z gminą Fabianki jest przynależność tej miejscowości początkowo do parafii rzymskokatolickiej w Szpetalu (od XIV w. do 1818 r.), a od 1818 r. – w Chełmicy Dużej.
Dziś w skład gminy wchodzi 16 sołectw: Bogucin, Chełmica Duża, Chełmica Mała, Chełmica-Cukrownia, Cyprianka, Fabianki, Krępiny, Kulin, Lisek, Nasiegniewo, Skórzno, Szpetal Górny, Świątkowizna, Wilczeniec Fabiański, Witoszyn Nowy, Witoszyn Stary.
Według danych z 30 czerwca 2004 gminę zamieszkiwało 8469 osób. Natomiast według danych z 31 grudnia 2019 roku gminę zamieszkiwało 10 107 osób.

## Struktura powierzchni
Według danych z roku 2002 gmina Fabianki ma obszar 76,1 km², w tym:
- użytki rolne: 69%
- użytki leśne: 21%

Gmina stanowi 5,17% powierzchni powiatu.

## Demografia

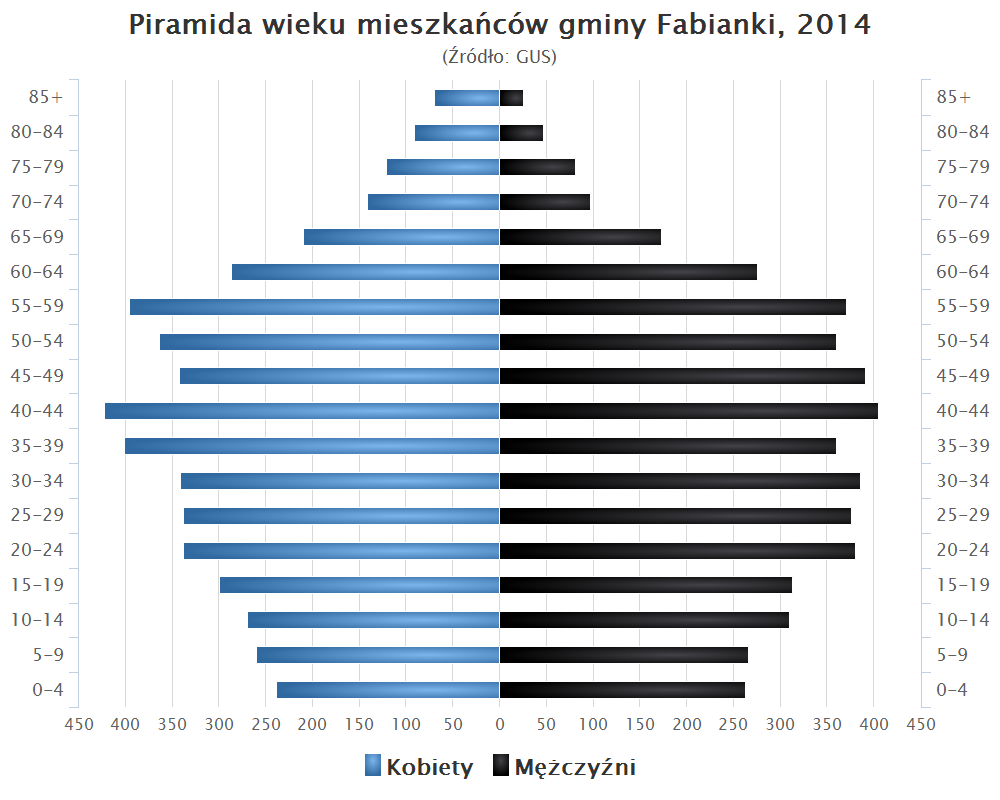
Piramida wieku mieszkańców gminy Fabianki w 2014 roku

Dane z 31 grudnia 2012:
| Opis                              | Ogółem | Ogółem | Kobiety | Kobiety | Mężczyźni | Mężczyźni |
| --------------------------------- | ------ | ------ | ------- | ------- | --------- | --------- |
| jednostka                         | osób   | %      | osób    | %       | osób      | %         |
| populacja                         | 9478   | 100    | 4786    | 50,49   | 4692      | 49,51     |
| gęstość zaludnienia (mieszk./km²) | 111,3  | 111,3  | 56,1    | 56,1    | 55,2      | 55,2      |

## Zabytki
Wykaz zarejestrowanych zabytków nieruchomych na terenie gminy:
- kościół parafii pod wezwaniem św. Jakuba z lat 1906-1917 w Chełmicy Dużej, nr A/480 z 25.03.1994 roku
- zespół folwarczny w Chełmicy Dużej, obejmujący: oficynę (stajnia) z pierwszej połowy XIX w.; oficynę (wozownia) z pierwszej połowy. XIX w.; park dworski z końca XVIII w., nr 281/A z 19.04.1991 roku
- zespół dworski i folwarczny z końca XIX w. w Fabiankach, obejmujący: dwór z ok. 1900; park; oficynę; rządcówkę; spichrz; oborę, nr 404/A z 24.04.1997 roku
- zespół dworski z XVIII-XIX w. w Nasiegniewie, obejmujący: drewniany dwór; park z pierwszej połowy XIX w., nr 278/A z 21.03.1991 roku
- zespół kościelny parafii pod wezwaniem św. Józefa w miejscowości Szpetal Górny, obejmujący: kościół z lat 1808-1809; kostnicę; ogrodzenie z bramą, nr 338/A z 25.03.1994 roku
- zespół dworski z połowy XIX w. miejscowości Szpetal Górny, obejmujący: dwór obronny, później lamus z XVI/XVII w.; park z drugiej połowy XIX w.; stajnię z wozownią; budynek inwentarski, obecnie magazyn z 1885 roku, nr 280/91 z 16.04.1991 roku
- zespół dworski z początku XX w. w Zarzeczewie, obejmujący: dwór; pawilon ogrodowy; park z XVIII/XIX w., nr 259/A z 19.05.1988 roku
- dwór z lat 1908-1910 w Zarzeczewie Starym, nr A/1400 z 05.06.1985 roku

## Sąsiednie gminy
Bobrowniki, Dobrzyń nad Wisłą, Lipno, Wielgie, Włocławek (miasto)